# Phyllis viscosa
Phyllis viscosa är en måreväxtart som beskrevs av Philip Barker Webb och Hermann Konrad Heinrich Christ. Phyllis viscosa ingår i släktet Phyllis och familjen måreväxter.
Artens utbredningsområde är Kanarieöarna. Inga underarter finns listade i Catalogue of Life.